# Zefiría
Zefiría (Zefiria) är en ort i Grekland.   Den ligger i prefekturen Kykladerna och regionen Sydegeiska öarna, i den sydöstra delen av landet, 160 km söder om huvudstaden Aten. Zefiría ligger 13 meter över havet och antalet invånare är 176. Den ligger på ön Milos Island.
Terrängen runt Zefiría är platt åt nordost, men åt sydväst är den kuperad. Havet är nära Zefiría åt sydost.  Närmaste större samhälle är Adámas, 4,7 km nordväst om Zefiría. 